# Abelisaurus
Abelisaurus is een geslacht van uitgestorven vleesetende theropode dinosauriërs behorend tot de Abelisauridae, dat tijdens het Laat-Krijt leefde in het gebied van het huidige Argentinië. Er zijn twee soorten in het geslacht benoemd maar alleen de typesoort Abelisaurus comahuensis wordt algemeen als geldig beschouwd. Abelisaurus was een tweebenige vleeseter, die tot elf meter lang kon worden.

## Naam
De typesoort Abelisaurus comahuensis is in 1985 benoemd en kort beschreven door José Fernando Bonaparte en Fernando Emilio Novas. De geslachtsnaam verwijst naar professor Roberto Abel, de ontdekker van het fossiel en directeur van het Museo de Cipolleti. De soortaanduiding verwijst naar de regio Comahue in de provincie Neuquén.
Novas suggereerde in 2009 dat Aucasaurus een jonger synoniem was van Abelisaurus. In 2010 hernoemde Gregory S. Paul Aucasaurus garridoi in een Abelisaurus garridoi maar dat heeft geen navolging gekregen.

## Fossiel

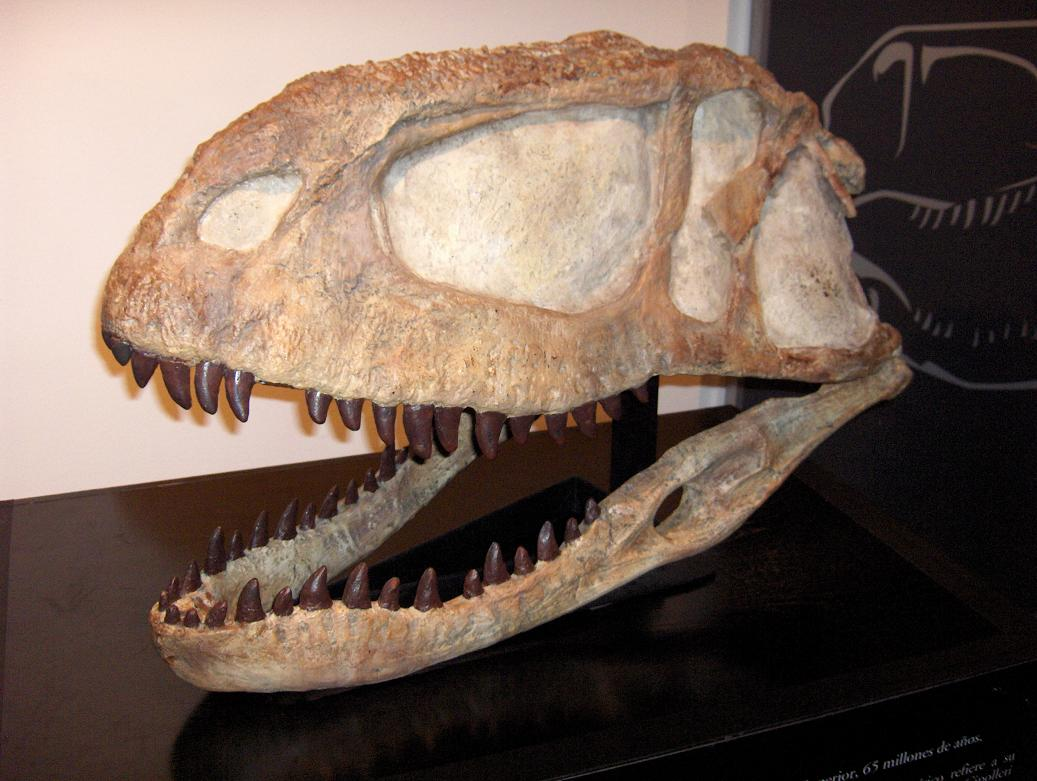
Replica van het holotype van Abelisaurus

Het fossiel holotype MC 11078 is in 1983 bij de Cantera de la Pala Mécanica gevonden in de steengroeven van Lago Pellegrini waar Abel sinds 1975 opgravingen uitvoerde, en bestaat uit een incomplete schedel, zonder onderkaken, die het grootste deel van de rechterkant mist en ook een groot deel van het verhemelte. Van de linkerkant ontbreekt de achterzijde van het bovenkaaksbeen en van het neusbeen; de precieze verbinding tussen snuit en achterdeel van de schedel wordt daarmee lastig te bepalen. Andere fossielen van Abelisaurus zijn niet bekend tenzij Aucasaurus inderdaad een jonger synoniem is.

## Stratificatie
Abelisaurus is een van de vele dinosauriërs waarvan fossielen zijn gevonden in Patagonië. De restanten zijn gevonden in de Rio Colorado-subgroep, de bovenste lagen van de Anacletoformatie in de provincie Río Negro. Dit is een geologische formatie die dateert van het begin van de Campanien-tijdsnede van het Krijt, zo’n 83 tot 80 miljoen jaar geleden.

## Beschrijving
Dat alleen de schedel bekend is, maakt de lengteschatting van het dier zeer voorlopig. Bonaparte vermoedde nog dat Abelisaurus een relatief grote schedel had maar latere vondsten van andere abelisauriden laten juist zien dat een tamelijk korte schedel typisch is voor de groep. Paul schatte in 2010 de lichaamslengte op tien meter, het gewicht op drie ton.
De schedel is 856 millimeter lang. Hij heeft geen grote hoorns bovenaan de oogkassen zoals bij andere Abelisauridae maar slechts korte uitsteeksels. Wel moet bedacht worden dat de beenkernen van de uitsteeksels tijdens het leven verlengd waren met hoornstof of keratine, wat niet fossiliseert. Keratine-uitsteeksels kunnen ook aanwezig geweest zijn op het zeer ruwe oppervlak op de snuit. Opvallend aan de schedel zijn daarbij de uitzonderlijk grote schedelopeningen, vooral een driehoekig onderste slaapvenster, waardoor Abelisaurus een erg hoge kop had — vergelijking met verwanten doet vermoeden dat de onderkaken juist erg dun en laag waren. De kop was ook vrij breed; van de typische driehoekige spitse snuitvorm van de meeste theropoden werd dus wat afgeweken.

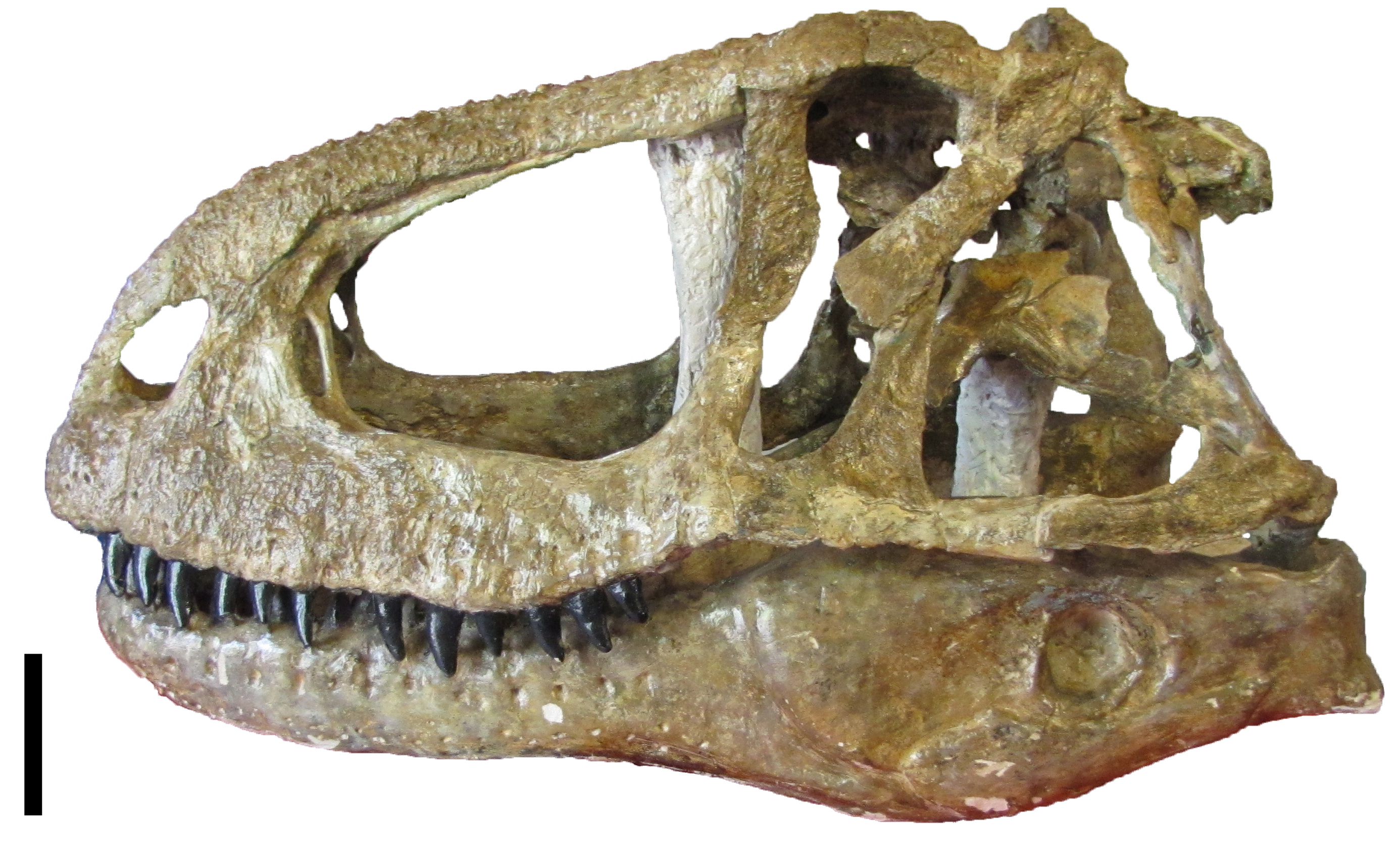
Het originele holotype, gerestaureerd met gips, is korter dan latere getekende of gereconstrueerde modellen

De voorste snuitbeenderen, de praemaxillae, zijn vergroeid; bij verwanten zijn die juist vrij los verbonden. Iedere praemaxilla draagt vier relatief kleine tanden. Hoewel relatief kort vergeleken met de meeste andere theropoden, is de snuit juist erg lang in verhouding met die van verwanten. Er is een grote driehoekige fenestra antorbitalis, met ervoor een hoge ovale fenestra maxillaris. Het is echter mogelijk dat de snuit te lang gereconstrueerd is omdat het normale theropode type als model genomen werd, niet de proporties die bij abelisauriden gebruikelijk zijn. Opmerkelijk is daarbij dat de oorspronkelijke reconstructie waarbij de originele botten in een schedel gecombineerd werden korter is dan de interpretatieve tekeningen die Bonaparte zou publiceren. Het neusbeen is hoog, vooral boven het neusgat. Bovenop zijn de neusbeenderen sterk geornamenteerd. Het bewaarde gedeelte van het voorste bovenkaaksbeen is hoog en heeft zeven tandkassen. Er werd geschat dat er ruimte was voor een vijf à zes tanden in het ontbrekende achterste gedeelte. Deze maxillaire tanden zijn aanzienlijk groter dan de premaxillaire. Het traanbeen is bovenaan breed en vormt samen met het achterliggende postorbitale een dikke gewelfde richel. De naar onderen lopende tak van het traanbeen is bovenaan sterk verbreed in zijaanzicht. De naar achteren gerichte bolling die dit veroorzaakt, ligt terzelfder hoogte als een naar voren gerichte hoekige punt van de neergaande tak van het postorbitale. Samen snoeren deze uitsteeksels de oogkas sterk in zodat er maar een kleine doorgang overblijft. Het oog bevond zich vrijwel zeker in het bovenste deel; het onderste deel steekt lobvormig schuin naar voren. Het hoofdlichaam van het jukbeen is, voor zover bekend, laag, met een brede opgaande tak naar het postorbitale.
De beennaad tussen traanbeen en voorhoofdsbeen springt in dat laatste rechthoekig in; daarnaast liggen diepe scherpe inkepingen naar binnen en naar achteren. De voorhoofdsbeenderen zijn zeer dik en hetzelfde geldt voor de wandbeenderen die op hun middenlijn samenkomen in een bekervormige kam. Echte verticale hoorns op het schedeldak, zoals bij Majungasaurus, ontbreken echter. Evenmin is er een naar voren gericht uitsteeksel van het supraoccipitale. Het achterhoofd helt naar voren, samen met de quadrata zodat de kaakgewrichten ver achter de achterhoofdsknobbel liggen. Onder die knobbel is het achtervlak van het basioccipitale glad en breed met breed uiteenhangende tubercula basilaria.

## Verwantschap
Bonaparte plaatste Abelisaurus in 1985 in een eigen familie, de Abelisauridae. Het is de eerste beschreven soort uit die groep. Hij dacht dat die behoorde tot de Carnosauria. Later werd duidelijk dat de abelisauriden, waarvan Abelisaurus zelf de eerst ontdekte soort was, een grote groep vormden die deel uitmaken van de Neoceratosauria. Misschien behoort hij meer bepaaldelijk tot de Carnotaurini, maar hij is, verwarrend genoeg, per definitie geen lid van de klade Carnotaurinae.
In 2002 suggereerde Matthew Lamanna dat Abelisaurus wegens zijn lange snuit tot de Carcharodontosauridae zou behoren maar die mogelijkheid werd door Novas verworpen en wordt ook niet ondersteund door exacte kladistische analyses die echter zelf ook geen stabiele positie opgeleverd hebben, een gevolg van het beperkte materiaal.

## Levenswijze
Bonaparte maakte een vergelijking met de schedel van de Tyrannosauridae die nog een stuk breder was, maar concludeerde dat er vele verschillen waren; desalniettemin veronderstelde hij een gelijksoortige levenswijze als apexpredator, waarbij de schedel verbreed was ter verhoging van de bijtkracht. De Abelisauridae zouden dus in Gondwana dezelfde rol vervuld hebben als de tyrannosauriden in Noord-Amerika en Azië.
De gegevens van later gevonden abelisauriden wijzen erop dat de groep de jachtmethode toepaste om met opengesperde muil de prooi te rammen om er een homp vlees uit te rukken. Bij Abelisaurus zijn zekere aanpassingen aan deze jachttechniek waarneembaar zoals een hoge schedel, grote tanden, verdikt schedeldak en robuuste neusbeenderen. De schedel is echter niet zo extreem verkort en versterkt als bij sommige verwanten.